# Matachel (Guadiana)
Der Río Matachel ist ein ca. 124 km langer linker (südlicher) Nebenfluss des Río Guadiana, der durch die Provinz Badajoz in der Autonomen Gemeinschaft Extremadura im Süden Spaniens fließt.

## Verlauf
Die Quelle des Río Matachel befindet sich auf der Nordseite der Sierra Morena ca. 12 km südöstlich der Ortschaft Maguilla. Ungefähr 4 km westlich der Ortschaft Hornachos wird der Matachel von der Talsperre Molinos de Matachel zu einem Stausee (Embalse de los Molinos de Matachel) aufgestaut. Der Matachel mündet schließlich ungefähr 10 km südöstlich der Stadt Mérida südlich der Ortschaft Don Álvaro in den Río Guadiana. Ungefähr 4 km vor seiner Mündung in den Guadiana wird er durch die Talsperre Alange zu einem viermal größeren Stausee (Embalse de Alange) aufgestaut.

## Nebenflüsse
Zahlreiche Bäche (arroyos) münden in den Río Matachel; trotzdem fällt der Fluss in regenarmen Sommern nahezu trocken.

## Gemeinden
Sieben Gemeinden, deren Hauptorte jedoch allesamt nicht unmittelbar am Flussufer liegen, haben sich zwecks Abstimmung ihrer wirtschaftlichen und touristischen Interessen im Jahr 2006 zum Gemeindeverband (mancomunidad) Tierra de Barros-Río Matachel zusammengeschlossen.